# Circuit de Lakeside Park
Le circuit de Lakeside Park (anciennement Lakeside International Raceway en anglais) est un circuit australien de sport mécanique situé à Pine Rivers près du lac Kurwongbah au nord de Brisbane.  Sa construction en 1960-1961 fut l'œuvre de bénévoles qui empruntèrent des machines de travaux à des entreprises locales. Le circuit est connu pour être le foyer spirituel du sport mécanique au Queensland. Il ouvrit en 1961 et ferma en 2001 mais rouvrit le 5 avril 2008 pour accueillir une course le 6 avril.

## Histoire
Le circuit a été le théâtre de nombreuses courses en hébergeant le Grand Prix d'Australie à deux reprises, le Championnat d'Australie de voitures de tourisme, le championnat d'Australie de Superbike ou encore le championnat de Formule Tasmane où s'affrontaient les meilleurs pilotes de l'époque tels Jim Clark, Jackie Stewart, Jack Brabham, Graham Hill et Chris Amon. Sa rapidité et sa nature difficile ont fait du circuit un lieu d'apprentissage pour toute une génération de pilotes du Queensland comme Will Power, Dick Johnson, Tony Longhurst et le quintuple champion du monde de vitesse moto Michael Doohan qui dit un jour "Si vous pouvez apprendre à piloter une moto à Lakeside, vous pourrez courir sur n'importe quel circuit du monde"
Les courses de voitures de tourisme ont été un pilier de la popularité du circuit qui accueillit pour la première fois le championnat d'Australie de voitures de tourisme en 1964. Durant la plus grande partie de l'existence du circuit, ce fut l'événement sportif principal de l'année. Le championnat offrit de brillantes courses dont le summum fut atteint en 1981 avec la confrontation entre le pilote local Dick Johnson et le champion Peter Brock. Malgré une voiture endommagée, Johnson remporta la course et le titre devant son public ce qui lui assura un futur dans le sport automobile après avoir bataillé pendant presque 20 ans seulement pour participer à des courses. Les voitures de tourisme quittèrent Lakeside après la saison 1998 entraînant le déclin du circuit.
Bien que des courses de championnat national se disputaient encore en juillet 2001, les baisses de revenus, les dettes, les procédures judiciaires, un conseil local hostile et la concurrence avec la proximité du circuit de Queensland conduisirent à la fermeture du circuit en 2001. Il rouvrit en 2008 mais uniquement pour accueillir des courses locales ; les nouveaux organisateurs, qui sont aussi les propriétaires du circuit de Queensland, ne souhaitant pas que Lakeside accueille des rendez-vous nationaux alors que le circuit de Queensland tout proche dispose de meilleures installations. Lakeside Park a de nouveau fermé à l'hiver 2008-2009 pour que le personnel et des bénévoles rénovent et agrandissent le circuit.

## Renaissance
Au cours des sept années de fermeture du circuit, plusieurs organisations et associations composées de supporteurs et de pilotes, menèrent une campagne pour la réouverture de la piste. Les Friends of Lakeside, dirigés par Robert Hardacre et Trevor Beutel, compilèrent une somme importante d'informations sur l'histoire du circuit et réussirent à le faire inscrire sur le registre des monuments historiques du Queensland, ce qui permit d'empêcher le conseil local de faire démolir le circuit.
Le 18 décembre 2007, le conseil de Pine Rivers Shire et les propriétaires du circuit de Queensland s'accordèrent et signèrent un bail de 30 ans, avec une option de dix années supplémentaires, pour exploiter les infrastructures du circuit, incluant la formation des pilotes et les courses. Les courses sont cependant limitées en bruit (95db) et en temps, pour ne pas créer de conflit avec les riverains.